# Harpactea strinatii
Harpactea strinatii là một loài nhện trong họ Dysderidae.
Loài này thuộc chi Harpactea. Harpactea strinatii được miêu tả năm 1979 bởi Brignoli.